# 장애인차별금지 및 권리구제 등에 관한 법률
장애인차별금지 및 권리구제 등에 관한 법률은 대한민국의 법률로, 장애인에 대한 차별금지와 차별에 대한 권리 구제를 규정한 법률이다. 2008년 4월 11일에 법률 제8974호로 정식 시행되었으며 여러차례 개정을 통해 현재의 법령은 법률 제12035호로 시행중에 있다. 공식 약어는 장애인차별금지법이다.
대한민국의 법령 중 특정한 사회집단 자체에 대한 차별금지를 공식적인 법령로 규정한 유일한 법령이다.

## 제정 배경
2000년대 초반 대한민국에서는 대중들이 '인권' 개념을 잘 알지 못하던 시기였다. 특히 장애는 '개인'이 극복해야 하는 대상이라는 인식이 널리 퍼져있었고, 장애인은 '시혜'를 받아야 할 대상으로 여겨졌다. 어느 행위가 차별에 해당하는지 기준이 없어서 구제받을 수 있는 제도도 미비했다. 국가인권위원회가 공개한 자료에 따르면 장애인차별금지법 시행 전 연도별 장애 차별 진정사건 접수는 월평균 8건에 불과했다. 이러한 과정에서 장애인차별금지법이 존재하는 해외의 장애인 동향을 알게 된 한국의 장애인 단체는 대한민국 장애인차별금지법 제정 투쟁을 시작하게 되었다.

## 제정 과정
장애인차별금지법 제정 운동은 2003년 4월 15일 대한민국의 장애인 관련 단체 57개가 연합한 장애인차별금지법제정추진연대의 출범으로 시작되었다.

## 같이 보기
- 장애인
- 장애인복지법
- 장애인 등에 대한 특수교육법
- 특수교육진흥법
- 발달장애인 권리보장 및 지원에 관한 법률